# Jacques René Tenon
Jacques Tenon (Sépeaux (Borgonya - Franc Comtat), 21 de febrer, 1724 - París, 16 de gener, 1816), va ser un cirurgià francès, conegut per la seva Mémoire sur les hôpitaux de Paris (1788), font d'inspiració per a la política hospitalària de París, fins a l'inici de la Tercera República.

## Biografia
Origen i formació

Nascut en una família de cirurgians, Jacques-René Tenon era el gran d'11 fills. Va passar la seva joventut a Courtenay. Seguint la línia familiar, va marxar a París per estudiar cirurgia el 1741. Va ser acollit per un parent generós, l'advocat Nicolas Prévot.
Va ser durant els seus estudis que va aconseguir atreure el favor de Jacques-Bénigne Winslow, un reconegut metge que feia classes al "Jardin du Roi", i gràcies al qual va poder aprofundir i posar en pràctica els seus coneixements. Winslow el porta al seu laboratori.
El 1745 va ser nomenat cirurgià militar i va participar en les campanyes de Flandes durant la Guerra de Successió Austríaca, on va completar la seva formació com a cirurgià.
El 1749, pocs mesos després del seu retorn, no va aprovar l'oposició de cirurgià en cap dels hospitals de París. Va ser destinat a l'Hospital General de la Salpêtrière (un hospital presó per a dones), l'homòleg femení de Bicêtre, ocupat per més de sis mil persones entre les quals tenia prop de 500 pacients. Tractà les recluses i donà lliçons als seus nombrosos alumnes. Era partidari de la inoculació de la verola.

## Carrera
El 1757 va ser nomenat catedràtic de patologia del Col·legi de Cirurgia. Va ser en aquesta qualitat que va obtenir del cirurgià del rei, Germain Pichault de la Martinière, i del govern, la construcció d'un petit hospital contigu al Col·legi de Cirurgia. És l'oportunitat d'experimentar noves teràpies i d'exercir la seva opinió sobre la correcta administració dels establiments hospitalaris. El maig de 1759 va ingressar a la Reial Acadèmia de Ciències.
El 1785, va rebre l'encàrrec del rei, juntament amb vuit membres més de l'Acadèmia de les Ciències, d'avaluar un projecte de reconstrucció de l'Hôtel-Dieu de París. Aquesta seria l'oportunitat per a ell de publicar les seves conclusions el 1788, a la seva famosa Memòria sobre els hospitals de París.
Escollit diputat de Seine-et-Oise a l'Assemblea Legislativa el 1791, va ser nomenat primer president del Comitè de Socors Públics, i el 1791 va encarregar una gran enquesta dels hospitals, que va permetre conèixer amb una certa precisió el nombre d'establiments, i les seves capacitats al llarg de la República, cosa que la Monarquia mai havia aconseguit fer sota l'Antic Règim.
No va ser reelegit sota la Convenció i, desaprovant els seus excessos, es va retirar a les seves terres a Massy el 1793.
Malgrat la seva elecció a l'Institut de França el 1795, i malgrat les peticions urgents de Bonaparte, es va mantenir al marge de la vida política.
La seva casa va ser saquejada pels soldats russos el juliol de 1815, es va refugiar a París on va morir uns mesos després el 16 de gener de 1816. Està enterrat al cementiri del Père-Lachaise a la divisió 10.

## Obres

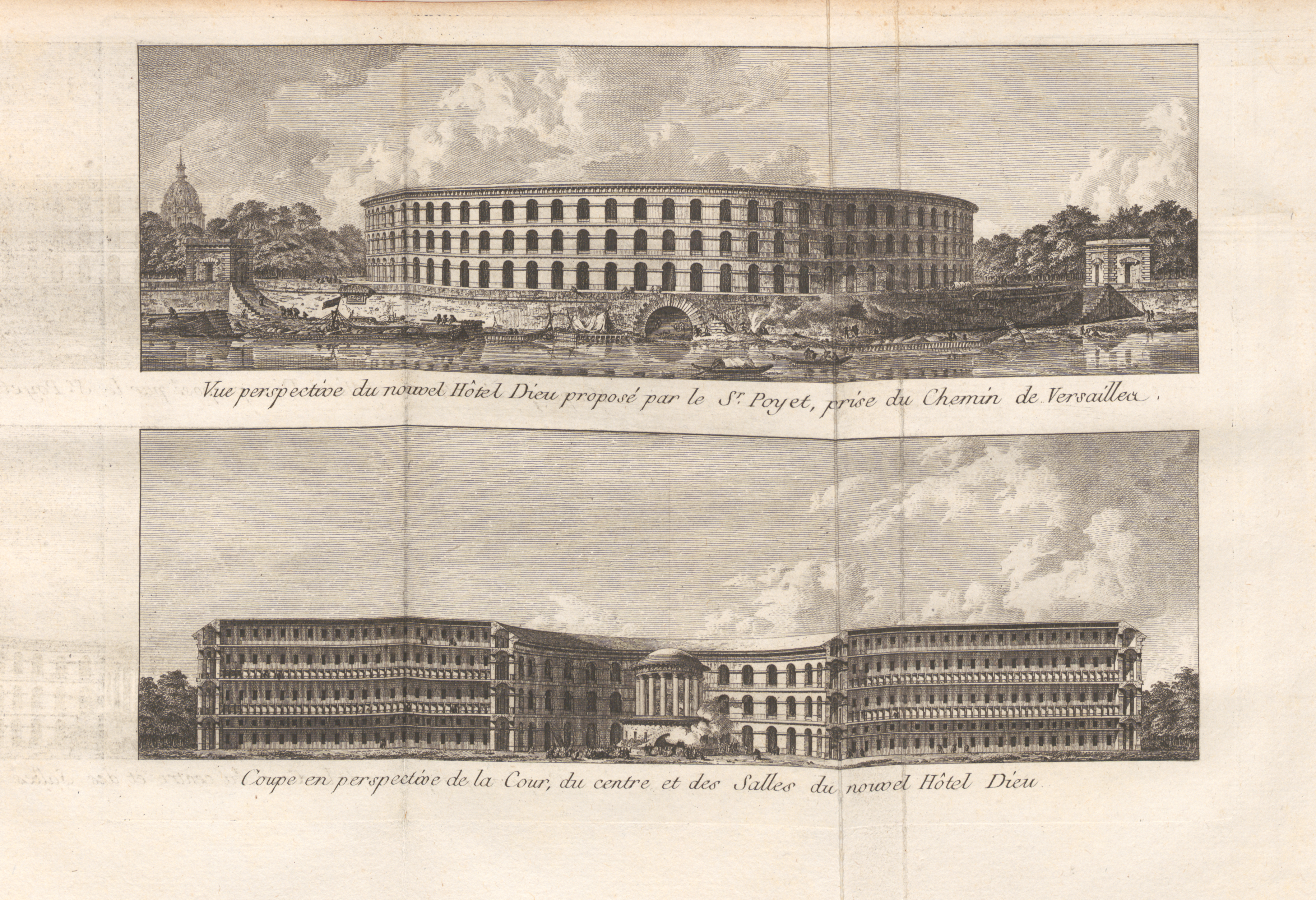
Vista i secció del projecte de Poyet per al nou Hotel-Dieu, 1785.

Plànol de la primera planta del projecte Poyet. L'escala indica 100 braces, o gairebé 200 m.

Memòria sobre els hospitals de París

- Context

La redacció del Tractat de Tenon va tenir lloc en el context d'un debat públic sobre què s'havia de fer amb l'Hôtel-Dieu de Paris, un antic hospital situat al centre de París prop de Notre-Dame. Al segle XVIII, l'Hôtel-Dieu estava notòriament superpoblat, insalubre i propens a incendis. Va ser utilitzat gairebé exclusivament per pacients pobres que no tenien altres opcions. Tenia fama de "trampa mortal" a causa de les seves condicions miserables i l'elevada taxa de mortalitat. S'havien produït dos incendis greus els anys 1737 i 1772. L'incendi de 1772 va destruir gran part de l'Hôtel-Dieu i va matar molts pacients. La indignació pública per la pèrdua de vides va provocar discussions més sistemàtiques sobre possibles reformes del sistema hospitalari de París.
L'any 1785, tretze anys després de l'incendi de 1772, es va presentar el projecte de l'arquitecte Bernard Poyet (1742-1824) a les memòries Sobre la necessitat de traspassar i reconstruir l'Hôtel-Dieu escrites per Claude Coquéau (1755-1794). Poyet va proposar construir a l'illa dels cignes un hospital circular, una rèplica exterior del Coliseu de Roma, capaç de contenir més de 5.000 llits mèdics amb circulació d'aire eficient (renovació constant de l'aire).
El baró de Breteuil (1730-1807), secretari de la Casa del Rei, va encarregar a la Reial Acadèmia de Ciències que avalués el projecte Poyet. Amb aquest propòsit es va crear una comissió de 9 membres, Jacques Tenon en va ser membre, amb Lassonne, Daubenton, Bailly, Lavoisier, Laplace, Coulomb, d'Arcet i Tillet.
Aquesta comissió va publicar tres informes successius. El projecte de 1786 va rebutjar el projecte de Poyet, que es considerava excessiu i en una ubicació insaluitària, el projecte de 1787 recomanava quatre hospitals més petits repartits per París i el projecte de 1788 proposava un pla d'hospital basat en una estructura de pavelló;
Tenon i Coulomb van ser encarregats per la comissió per dur a terme una missió d'estudi a Anglaterra el juny i el juliol de 1787. Van visitar en particular el Royal Naval Hospital de Stonehouse, un hospital de pavelló construït entre 1758 i 1764 prop de Plymouth, i que els sembla el més interessant, poder servir de referència11.
El 1788, Tenon va publicar el seu propi informe, Mémoires sur les hôpitaux de Paris, l'obra més completa del seu temps sobre l'organització hospitalària10.

## Contingut
L'obra de Tenon es compon de cinc memòries:
Taula general dels hospitals de París.
- - Arquitectura, organitzacions i resultats dels principals hospitals de París.
  - Ubicació, mida i millors ubicacions.
  - Descripció i organització de l'Hôtel-Dieu de París.
  - Arquitectura i organització que podria substituir l'Hôtel-Dieu.

Tenon compta amb 48 hospitals a París, deixant de banda les estructures massa petites: 22 hospitals per a malalts, 20 hospitals per a pobres sense mobilitat i 6 hospitals per a pobres (malalts o sans). Constata l'existència d'un hospital reservat als protestants. La seva situació jurídica és complexa: estructura «pública» (del Rei, de l'Ajuntament, de l'arquebisbe...) o «privada» (congregació, o donacions seculars per a orfes i necessitats).
En la seva descripció de l'Hôtel-Dieu de París, Tenon fa una crítica despietada, tot és criticat: l'espai, la circulació, la disposició dels llits, el nombre i la barreja de pacients, la brutícia, la podridura i les males olors, inhumanitat i mortalitat aterridora. Assenyala que una de cada 15 dones que pareixen mortes a l'Hôtel-Dieu de París, en comparació amb 1 de cada 128 a Manchester.
Tenon rebutja qualsevol idea d'una reconstrucció idèntica. No es limita a un simple estat de l'existent, ni a la substitució d'un model arquitectònic per un altre, proposa un pla real de desenvolupament hospitalari de l'espai parisenc. El seu pla era dividir l'Hôtel-Dieu en quatre hospitals més petits reservats als malalts, segons les seves malalties i necessitats: maternitat, boig, contagiós i "fètid". Tenon va projectar un hospital format per petites unitats internes, estructurades i dimensionades segons la naturalesa de les malalties, dins de pavellons de dimensions i alçada restringides.
Tenon volia un hospital funcional, “una màquina de curar”, segons les seves pròpies paraules, una estructura quantificable que seria sotmesa a gestió i avaluació. Aquesta màquina de curació es basa en principis com la visibilitat (els malalts s'han de distribuir de manera que es puguin veure i distingir, avaluar i comparar), suficiència i comoditat en termes d'espai de descans, quantitat d'aire fresc, distribució dels cossos i malalties (aïllament de persones contagioses).
També proposa una centralització de les funcions administratives dels diferents hospitals, dins d'una "casa comuna" que s'encarregaria de la gestió alimentària i farmacèutica, de la distribució dels recursos materials i del transport, que preveu col·locar a Râpée.

## Posteritat

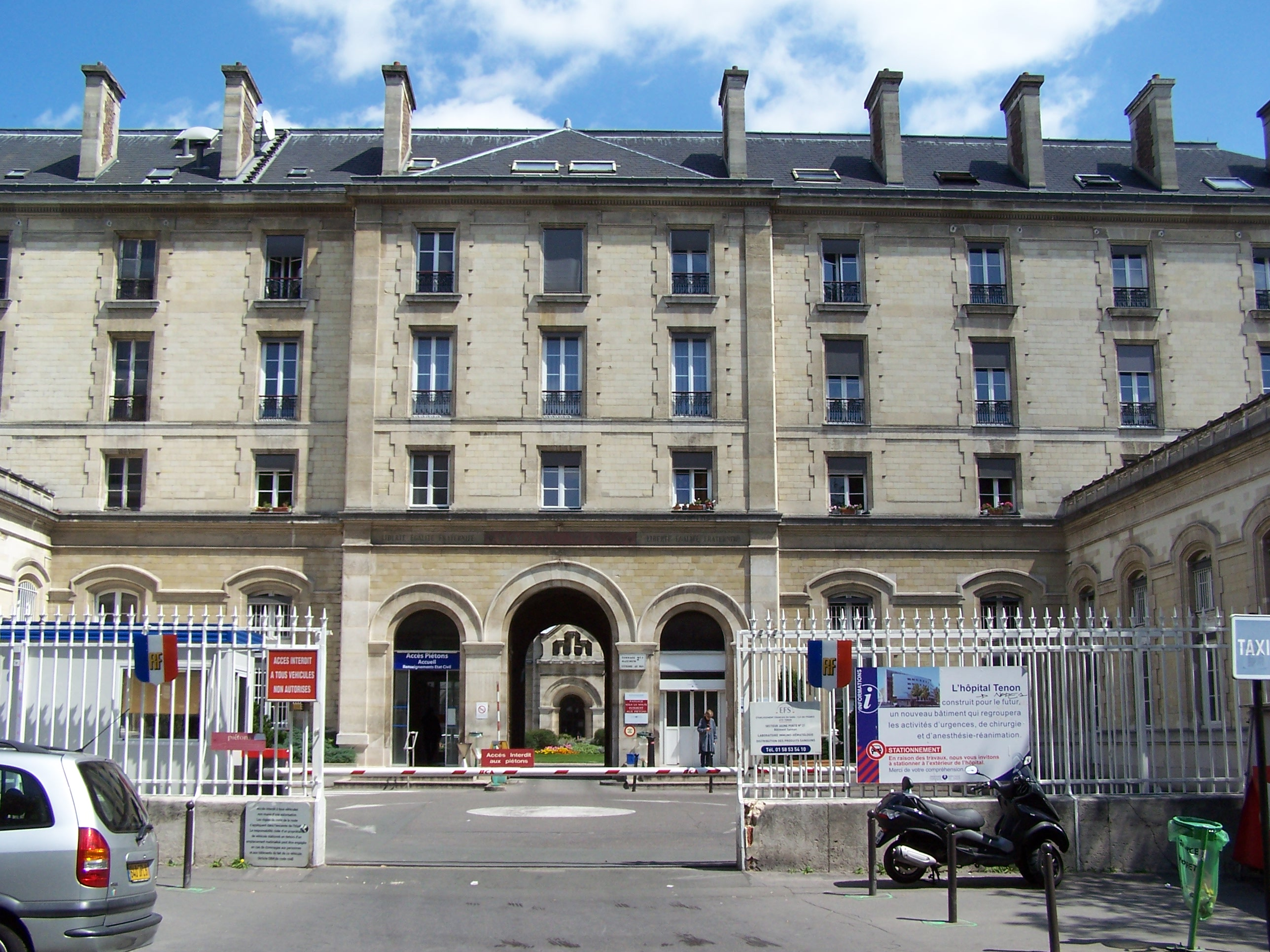
L'Hospital Tenon de París porta el seu nom.

Tenon no concreta la seva visió global, per exemple, no diu quina hauria de ser l'autoritat de supervisió d'aquests hospitals, ni detalla l'organització administrativa. Tanmateix, al llarg del segle XIX, la política hospitalària de París semblava ajustar-se als principis de Tenon. Al voltant de l'Hôtel-Dieu, les estructures hospitalàries es troben als quatre punts cardinals, com Beaujon a l'oest, Saint-Antoine a l'est, Saint Louis i Lariboisière (estructura del pavelló) al nord. Les necessitats logístiques comunes estan centralitzades.
D'altra banda, l'objecte inicial dels informes, l'Hôtel-Dieu de Paris, s'acabaria de reconstruir com a gran hospital central l'any 1877. Això no va complir el que Tenon hauria volgut, sinó els desitjos del prefecte Hausmann. que té la intenció de renovar el centre de París. Tenon fou, però, homenatjat al mateix temps: el 1879, el seu nom fou donat a l'hospital de Ménilmontant.

## Altres
- De cataracta, 1754.
- Observacions sobre els obstacles que s'oposen al progrés de l'anatomia, París, 1785.
- Memòries i observacions sobre anatomia, patologia i cirurgia i sobre l'òrgan de la vista, París, 1806.
- Oferint a la gent gran alguns mitjans per allargar la seva vida, París, 1813.

Tenon és també autor de nombroses memòries llegides en sessions a les Acadèmies i no publicades.

## Homenatges
- El seu nom va rebre l'embolcall fibrós que envolta el globus ocular i que participa en la mecànica del globus ocular: càpsula de Tenon, seguint la descripció que en va fer l'any 1803.
- També porten el seu nom un hospital parisenc, l'Hospital Tenon i una escola de Massy.
- Un bust en el seu honor es va inaugurar el dissabte 21 de desembre de 2024 a la localitat de Sépeaux d'on era fill. En particular, va ser present el diputat del Ral·li Nacional Julien Odoul.